# Cistus purpureus
Cistus purpureus är en solvändeväxtart som beskrevs av Jean-Baptiste de Lamarck. Cistus purpureus ingår i släktet Cistus och familjen solvändeväxter. Inga underarter finns listade i Catalogue of Life.